# آبشار هونلن
آبشار هونلن (به انگلیسی: Hunlen Falls) آبشاری است که در کشور کانادا واقع شده‌است و بلندترین ریزشگاه آن ۴۰۱ متر ارتفاع دارد. حوضهٔ آبریز این آبشار، رود بلا کولا است.